# Karmacode
Karmacode je četvrti studijski album talijanske gothic metal skupine Lacuna Coil. Objavljen je 2006. godine nakon uspješnog Comalies. Prva četiri singla su "Our Truth", cover pjesme Depeche Modea "Enjoy the Silence", "Closer" i "Within Me". Za pjesme su snimljeni spotovi.  

## Popis skladbi
1. "Fragile" – 4:26
2. "To the Edge" – 3:22
3. "Our Truth"  – 4:03
4. "Within Me" – 3:39
5. "Devoted" – 3:52
6. "You Create" – 1:32
7. "What I See" – 3:41
8. "Fragments of Faith" – 4:10
9. "Closer" – 3:01
10. "In Visible Light" – 3:59
11. "The Game" – 3:32
12. "Without Fear" – 3:59
13. "Enjoy the Silence" (Depeche Mode obrada) – 4:05
14. "Without a Reason" (dodatna skladba na japanskom izdanju) - 4:51